# Sanne Caarls
Pour les articles homonymes, voir Caarls.
Sanne Caarls née le 16 mars 1998, est une joueuse néerlando-américaine de hockey sur gazon. Elle évolue au HC Bloemendaal et avec les équipes nationales néerlandaise et américaine.

## Carrière
- Elle a fait ses débuts en équipe première le 2 avril 2022 avec les États-Unis contre les Pays-Bas à Amsterdam lors de la Ligue professionnelle 2021-2022[1].

## Palmarès
- : 1re à la Ligue professionnelle 2020-2021 avec les Pays-Bas.
- : 2e à la Ligue professionnelle 2021-2022 avec les Pays-Bas.